# Virginia Torrecilla Reyes
Virginia Torrecilla Reyes (Cala Millor, 4 de setembre de 1994) és una exfutbolista mallorquina, que jugava en la posició de centrecampista a diferents equips de Primera Divisió espanyola com el FC Barcelona o l'Atlètic de Madrid. Des de l'octubre de 2019 fou capitana de la selecció espanyola amb la qual va debutar el 2013, participant a l'Eurocopa de 2013 i la Copa del Món de 2015. Amb les categories inferiors va ser subcampiona d'Eurocopa sub-19 de 2012.
A la Lliga de Campions va arribar a quarts de final amb el FC Barcelona.

## Carrera de club

### Inicis a Mallorca
Va començar a jugar a futbol al carrer amb els seus amics i es va apuntar als 9 anys amb un amic al Badia Cala Millor, amb el suport de la seva mare i sense que el seu pare ho sabés fins més tard, i després va passar per les categories base del Club Esportiu Cerverí fins al primer any de cadets. faltava un dia per complir l'edat mínima permesa de 15 anys. La temporada 2009-10 la UE Collera va quedar enquadrat al grup "B" de la primera fase de la Superlliga, quedant en quarta posició de set equips. En la segona fase va quedar en segona posició del grup "B", després de l'Agrupació Esportiva Torrejón Club de Futbol i va obtenir un lloc per a la Copa de la Reina. Van ser eliminades als vuitens de final pel Futbol Club Barcelona, on malgrat guanyar per 2-1 al partit d'anada, van perdre per 2-0 al partit de tornada, quedant eliminades pel resultat global.
La temporada 2010-11 van tornar a quedar enquadrades en el grup "B", quedant en sisena posició de vuit equips quedant enquadrades a la segona fase al grup "C" per evitar el descens i classificar-se per a la Copa de la Reina. Van finalitzar en segona posició després del Llevant Unió Esportiva, classificant-se per a una nova edició de Copa de la Reina on van ser novament eliminades a vuitens de final per l'Atlètic de Madrid després de perdre a l'anada per 1-0 i a la volta per 1- 3.
El 2011 va decidir treballar en un bar i abandonar el futbol, però va rebre la trucada d'Ángel Vilda per jugar a la selecció espanyola Sub-19 i després de jugar un partit va acceptar una oferta de l'Sporting Ciutat de Palma de Segona Divisió per jugar una temporada. Van quedar en segona posició després de la Unió Esportiva Tacuense, però a causa de problemes financers van renunciar a la seva plaça a Segona Divisió per a la següent temporada.

### FC Barcelona
El 2012 va fitxar pel campió de Lliga, el FC Barcelona, amb què va guanyar la Lliga amb una remuntada davant l'Athletic que va culminar amb una victòria per 1-2 a San Mamés davant 26 000 espectadors en l'última jornada que els va donar el títol. Aquesta temporada van aconseguir el triplet en haver guanyat la Copa Catalunya a l'inici de temporada i la Copa de la Reina, després de vèncer a la final el Prainsa Saragossa (4-0). El 26 de setembre de 2012 va debutar a la Champions League, caient a vuitens de final davant l'Arsenal. Aquest any va ser triada a l'Onze Ideal de Futbol Draft.
La temporada 2013-14 van tornar a guanyar la Lliga amb un gran domini, acumulant 55 jornades sense perdre i proclamant-se campiones dues jornades abans de concloure el campionat. Va ser titular habitual i va marcar un gol des del seu camp que va sortir a la premsa internacional. També van aconseguir el doblet en guanyar la Copa de la Reina davant l'Athletic Club de Bilbao (1-1, 5-4 als penals). En la Lliga de Campions van assolir els quarts de final en els quals van caure davant del Wolfsburg. A nivell individual va tornar a ser elegida a l'Onze Ideal de Futbol Draft, i va rebre la Bota d'Or per part de la Federació de Futbol de les Illes Balears.
La temporada 2014-15 va guanyar novament la lliga, per quarta vegada i de manera consecutiva. A la Lliga de Campions van ser eliminades a vuitens de final pel Bristol Academy WFC. En la Copa de la Reina van caure eliminades a les semifinals pel València. Va tornar a ser elegida a l'Onze ideal de Futbol Draft el 2015. Durant les tres temporades que va romandre al club va retrocedir la seva posició de mitjapunta a ser migcampista defensiu, sent considerada el cervell del centre del camp.

### França
El 2015 va fitxar pel Montpeller HSC de França, després de rebutjar ofertes de Washington Spirit i Bayern de Múnic. El motiu del seu fitxatge va ser poder créixer i competir amb les millors jugadores del món, triant França per l'idioma semblant al català mallorquí i perquè el futbol femení estava molt més valorat que a Espanya. Debutà el 30 d'agost de 2015 a la primera jornada de Lliga, sent titular en la victòria per 7-0 sobre el Nîmes. Va jugar 22 partits de lliga donant una assistència i van aconseguir el tercer lloc a la competició. El 10 de gener de 2016 va marcar el seu primer gol amb l'equip als setzens de final de la Copa de França, en la victòria per 12-0 sobre el Véore Montoison. Van aconseguir la final de la competició, en què va substituir Andressa Alves al minut 33 i van ser derrotades per l'Olympique de Lió.
La temporada 2016-17 van aconseguir el subcampionat de Lliga, en què va jugar 17 partits i va marcar un gol en la victòria per 5-0 sobre el Metz a la primera jornada i va donar una assistència, classificant-se per a la següent edició de la Lliga de Campiones. En la Copa de França va jugar 4 partits i va marcar un gol, aconseguint els quarts de final en què van caure eliminades pel Saint-Étienne.
La temporada 2017-18 va marcar 4 gols i va donar 7 assistències en 18 de partits lliga, en què van quedar en tercera posició. A la Lliga de Campions va marcar un dels gols al Brescia Calcio en el partit de tornada dels vuitens de final, i van aconseguir els quarts de final, en els quals van ser eliminades pel Chelsea. A la Copa van caure eliminades per l'Olympique de Lió a semifinals.
La temporada 2018-19 van repetir tercer lloc en lliga, i Torrecilla va jugar 17 partits marcant un gol i donant dues assistències. A la Copa només van aconseguir els setzens de final, caient davant el París FC. En concloure la temporada va anunciar a les seves xarxes socials que deixava l'equip donant les gràcies als que van estar al seu costat aquestes quatre temporades.

### Atlètic de Madrid
El 12 de juliol del 2019 va fitxar per dues temporades per l'Atlètic de Madrid. En el comunicat oficial, el club la va considerar una de les millors centrecampistes d'Europa i va destacar la seva intel·ligència, treball, anticipació davant el rival i bona relació amb la pilota. Els mitjans de comunicació van qualificar aquesta incorporació com un "fitxatge estrella" i van assenyalar com les seves habilitats més importants: el seu físic, visió, toc i capacitat organitzadora. Debutà amb l'Atlètic el 7 de setembre de 2019 amb victòria per 0-1 sobre l'Sporting de Huelva a l'Estadi Nuevo Colombino, substituint Silvia Meseguer en la segona part. Marcà el seu primer gol amb l'Atlètic davant l'Spartak Subotica el 12 de setembre de 2019, gol que va donar la victòria per 2-3 en el minut 90 de l'anada dels setzens de final de la Lliga de Campions. Va jugar 20 partits de lliga i va donar 2 assistències abans que se suspengués amb motiu de la pandèmia del COVID-19 i va quedar subcampiona del torneig. Va disputar la semifinal de la Supercopa en què van caure derrotades pel FC Barcelona i el partit de vuitens de final de la Copa de la Reina davant el Betis en què van passar les sevillanes en vèncer a la tanda de penals.
Després de dos anys d'absència recuperant-se d'un tumor cerebral va tornar a jugar el 23 de gener de 2022 en la final de la Supercopa d'Espanya davant el Barça. El seu següent any el seu paper dins l'equip és anecdòtic.

### Vila-Real
L'estiu del 2023 fitxa pel Vila-real Club de Futbol però el seus minuts són testimonials i el 4 de gener de 2024 anuncia la seva retirada dels camps de futbol. Diu que seguirà lligada al món del futbol.

## Estadístiques
Actualitzat fins al seu darrer partit jugat.
| Club | Temporada                | Div.                     | Lliga   | Lliga | Lliga   | Copes (1) | Copes (1) | Copes (1) | Internacional (2) | Internacional (2) | Internacional (2) | Total (3) | Total (3) | Total (3) |
| Club | Temporada                | Div.                     | Partits | Gols  | Assist. | Partits   | Gols      | Assist.   | Partits           | Gols              | Assist.           | Partits   | Gols      | Assist.   |
| --- | ------------------------ | ------------------------ | ------- | ----- | ------- | --------- | --------- | --------- | ----------------- | ----------------- | ----------------- | --------- | --------- | --------- |
| U.D. Collerense | 2009-10                  | 1a                       | 24      | 4     | -       | 2         | 1         | -         | -                 | -                 | -                 | 26        | 5         | 0+        |
| U.D. Collerense | 2010-11                  | 1a                       | 24      | 3     | -       | -         | -         | -         | -                 | -                 | -                 | 24        | 3         | 0+        |
| Total club | Total club               | Total club               | 48      | 7     | 0+      | 2         | 1         | 0         | 0                 | 0                 | 0                 | 50        | 8         | 0+        |
| Sporting de Palma | 2011-12                  | 2.ª                      | 18+     | 13+   | -       | -         | -         | -         | -                 | -                 | -                 | 18+       | 13+       | 0+        |
| FC Barcelona | 2012-13                  | 1a                       | 30      | 3     | -       | 5         | -         | -         | 2                 | -                 | -                 | 37        | 3         | 0+        |
| FC Barcelona | 2013-14                  | 1a                       | 28      | 3     | -       | 5         | -         | -         | 5                 | -                 | -                 | 38        | 3         | 0+        |
| FC Barcelona | 2014-15                  | 1a                       | 27      | 0     | -       | 2         | -         | -         | 4                 | -                 | -                 | 33        | 0         | 0+        |
| Total F.C. Barcelona | Total F.C. Barcelona     | Total F.C. Barcelona     | 85      | 6     | 0+      | 12        | 0         | 0+        | 11                | 0                 | 0                 | 108       | 6         | 0+        |
| Montpellier H. S. C. | 2015-16                  | 1a                       | 22      | -     | 1       | 6         | 1         | -         | -                 | -                 | -                 | 28        | 1         | 1         |
| Montpellier H. S. C. | 2016-17                  | 1a                       | 17      | 1     | 1       | 4         | 1         | -         | -                 | -                 | -                 | 21        | 2         | 1         |
| Montpellier H. S. C. | 2017-18                  | 1a                       | 18      | 5     | 5       | 3         | -         | -         | 6                 | 1                 | -                 | 27        | 6         | 5         |
| Montpellier H. S. C. | 2018-19                  | 1a                       | 17      | 1     | 2       | 1         | -         | -         | -                 | -                 | -                 | 18        | 1         | 2         |
| Total Montpellier H.S.C. | Total Montpellier H.S.C. | Total Montpellier H.S.C. | 74      | 7     | 9       | 14        | 2         | 0         | 6                 | 1                 | 0                 | 94        | 10        | 9         |
| Atlético de Madrid | 2019-20                  | 1a                       | 20      | -     | 2       | 2         | -         | -         | 4                 | 1                 | -                 | 26        | 1         | 2         |
| Atlético de Madrid | 2020-21                  | 1a                       | -       | -     | -       | -         | -         | -         | -                 | -                 | -                 |           |           |           |
| Atlético de Madrid | 2021-22                  | 1a                       | -       | -     | -       | 1         | 0         | 0         | -                 | -                 | -                 | 1         | 0         | 0         |
| Atlético de Madrid | 2022-23                  |                          | 7       | -     | -       | -         | -         | -         | -                 | -                 | -                 | 7         | -         | -         |
| Total Atlético de Madrid | Total Atlético de Madrid | Total Atlético de Madrid | 27      | 0     | 0       | 3         | 0         | 0         | 4                 | 1                 | 0                 | 34        | 1         | 2         |
| Vila-real CF | 2023-24                  | 1a                       | 8       | -     | -       | 1         | -         | -         | -                 | -                 | -                 | 9         | -         | -         |
| Total carrera |                          |                          | 260+    | 33+   | 11+     | 32        | 3         | 0+        | 21                | 2                 | 0                 | 313+      | 38+       | 11+       |
| (1) Inclou dades de Copa de la Reina (2009-Act.), Supercopa (2019-Act.) / Copa de França (2015-19).(2) Inclou dades de Lliga de Campions (2012-Act.)(3) No inclou gols en partits amistosos. |                          |                          |         |       |         |           |           |           |                   |                   |                   |           |           |           |